# Jolt Cola
Jolt Cola es una cola con mucha cafeína originaria de los Estados Unidos. Jolt fue creada en 1985 por C.J. Rapp. Al principio fue comercializada en una lata de aluminio roja con rayas azules horizontales que rodeaban la lata. El famoso logotipo de Jolt Cola tiene la palabra "JOLT" en letras mayúsculas blancas y un rayo amarillo que atraviesa la letra "O".
Los inicios de Jolt Cola fueron bastante controvertidos, especialmente entre padres de familia. Sus primeros anuncios con frecuencia emplearon publicidad con contenido sexual buscando la atención del mercado de clientes jóvenes (probablemente masculino). La fórmula inicial de Jolt Cola contenía más azúcar que la fórmula actual, pero aún contiene tanto azúcar como otras marcas populares de refrescos de cola. Jolt Cola tiene aproximadamente una cantidad de cafeína similar al café normal (pero no tanta como el café exprés u otros cafés elaborados) y dos veces la cantidad de cafeína contenida en una Coca-Cola, es por ello que uno de sus primeros eslóganes era "Todo el azúcar, y dos veces la cafeína."
Por ser una bebida energética, Jolt Cola es un refresco favorito entre muchos jugadores de
ordenador, programadores de ordenador, hackers, y en las fiestas de redes de área local (lanpartys).[cita requerida]
Jolt Cola era producida por la Compañía Jolt Cola de Rochester, Nueva York que cambió su nombre a Wet Planet Beverages para reflejar una línea de productos más diversos.